# David Hakohen
David Hakohen (hebrejsky: דוד הכהן, žil 20. října 1898 – 19. února 1984) byl izraelský politik a poslanec Knesetu za strany Mapaj, Ma'arach, Izraelská strana práce a opět Ma'arach.

## Biografie
Narodil se ve městě Homel v tehdejší Ruské říši (dnes Bělorusko), kde vystudoval základní židovskou školu. V roce 1907 přesídlil do dnešního Izraele. Absolvoval gymnázium Herzlija v Tel Avivu a ekonomii na London School of Economics. V roce 1916 během první světové války se přihlásil do osmanské armády. Během druhé světové války působil jako spojka mezi židovskými jednotkami Hagana a britskou armádou. V jeho bytě v Haifě umístila Hagana tajnou vysílačku, odkud francouzští důstojníci kontaktovali své síly v Libanonu a Sýrii. Během britské razie v roce 1946 (Černá sobota) byl zatčen a vězněn v Latrunu.

## Politická dráha
Po návratu ze studií v Londýně v roce 1923 byl jmenován ředitelem oddělení veřejných prací a plánování při odborové centrále Histadrut. Později se z tohoto oddělení utvořila stavební společnost Solel Bone. Zasedal v městské samosprávě v Haifě.
V izraelském parlamentu zasedl poprvé už po volbách v roce 1949, do kterých šel za formaci Mapaj. Byl členem výboru pro záležitosti vnitra a výboru pro procedurální pravidla. Za Mapaj byl zvolen i ve volbách v roce 1951. Byl členem výboru pro záležitosti vnitra, výboru pro zahraniční záležitosti a obranu a výboru pro ústavu, právo a spravedlnost. Na mandát rezignoval během funkčního období, v prosinci 1953. V letech 1953–1955 byl izraelským velvyslancem v Barmě. Opětovně byl zvolen ve volbách v roce 1955 za Mapaj. Předsedal společnému výboru pro tělesnou výchovu. Byl členem výboru pro záležitosti vnitra a výboru pro zahraniční záležitosti a obranu. Za Mapaj uspěl i ve volbách v roce 1959. Nadále byl členem výboru pro záležitosti vnitra a výboru pro zahraniční záležitosti a obranu. Znovu se v Knesetu objevil po volbách v roce 1961, kdy kandidoval opět za Mapaj. Stal se předsedou výboru pro zahraniční záležitosti a obranu a členem výboru pro záležitosti vnitra. Opětovně byl zvolen ve volbách v roce 1965, nyní na kandidátce formace Ma'arach. V průběhu volebního období dočasně přešel s celou stranou do poslaneckého klubu Strany práce, aby se pak vrátil k názvu Ma'arach. Byl předsedou parlamentního výboru pro zahraniční záležitosti a obranu a členem výboru House Committee. Ve volbách v roce 1969 poslanecký mandát neobhájil.